# Polski Fiat 125p
Polski Fiat 125p — автомобиль, производившийся в Польской Народной Республике на заводе FSO с 1967 по 1991 год по лицензионному соглашению с Фиатом. Является упрощённой версией Fiat 125, с двигателем и агрегатами от Fiat 1300/1500. После истечения срока лицензионного соглашения в 1983 году автомобиль стал называться FSO 1300, FSO 1500 или FSO 125p.

## История
В 1960-е годы в социалистической Польше на заводе FSO в Варшаве выпускались только пассажирские автомобили, а именно — малый автомобиль Syrena и Warszawa, лицензионная копия «Победы». Даже в реалиях плановой социалистической экономики ощущалась необходимость новой модели. Хотя модель на базе Warszawa находилась в разработке у FSO, было решено вести переговоры с итальянским Fiat, который стремился расширить свое международное присутствие путем создания производства в странах Восточного блока.

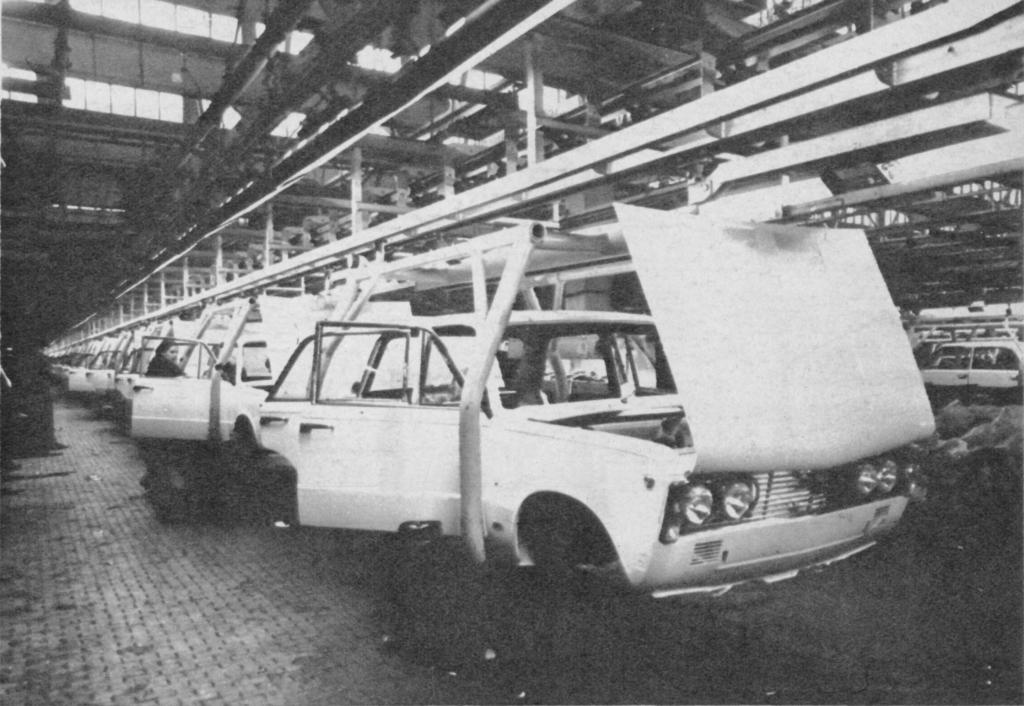
Производство Fiat 125p на заводе FSO

22 декабря 1965 года было подписано лицензионное соглашение о производстве средних автомобилей в Польше. Модель автомобиля была специально разработана для производства в Польше — кузов и тормозная система от Fiat 125, трансмиссия и другие элементы шасси — от Fiat 1300/1500. Завод FSO был обновлен, чтобы быть в состоянии справиться со сборкой современного автомобиля. В производстве было задействовано более 100 польских поставщиков. Другими производителями восточно-европейских лицензированных моделей Fiat являлись заводы Застава в Югославии и только появившийся ВАЗ в Советском Союзе. Процесс подготовки производства занял почти два года, с испытаниями собранных автомобилей из деталей, импортировавшихся из Италии, начавшимися с 28 ноября 1967 года. К концу года было собрано 75 таких машин.
Существовало два основных варианта, различающихся по двигателю: 1300 (1295 см³, 60 л. с./45 кВт) и 1500 (1481 см³, 75 л. с./51,5 кВт). Модель 1300 поступила в серийное производство в 1968 году, а 1500 — в 1969 году. Производство 1300 было прекращено в 1980-х годах.
Польские автомобили отличались от итальянок четырьмя круглыми фарами вместо четырёх квадратных, простыми бамперами и решеткой радиатора, оранжевыми указателями поворота спереди, старыми шасси и интерьером от Fiat 1300/1500. Менее заметным, но существенным изменением на польском Фиате стал более безопасный плоский топливный бак, расположившийся над задней осью, в отличие от вертикального бака автомобилей Фиат на задней правой стороне. Он также имел на всех четырёх колесах дисковые тормоза.
В отличие от Fiat 125, автомобиль был доступен в кузовах универсал (PF 125p Kombi) и пикап, выпускавшиеся Польшей после окончания производства итальянского Fiat 125 в 1972 году. Универсал получил британскую награду Estate Car of the Year Award в 1978 году.

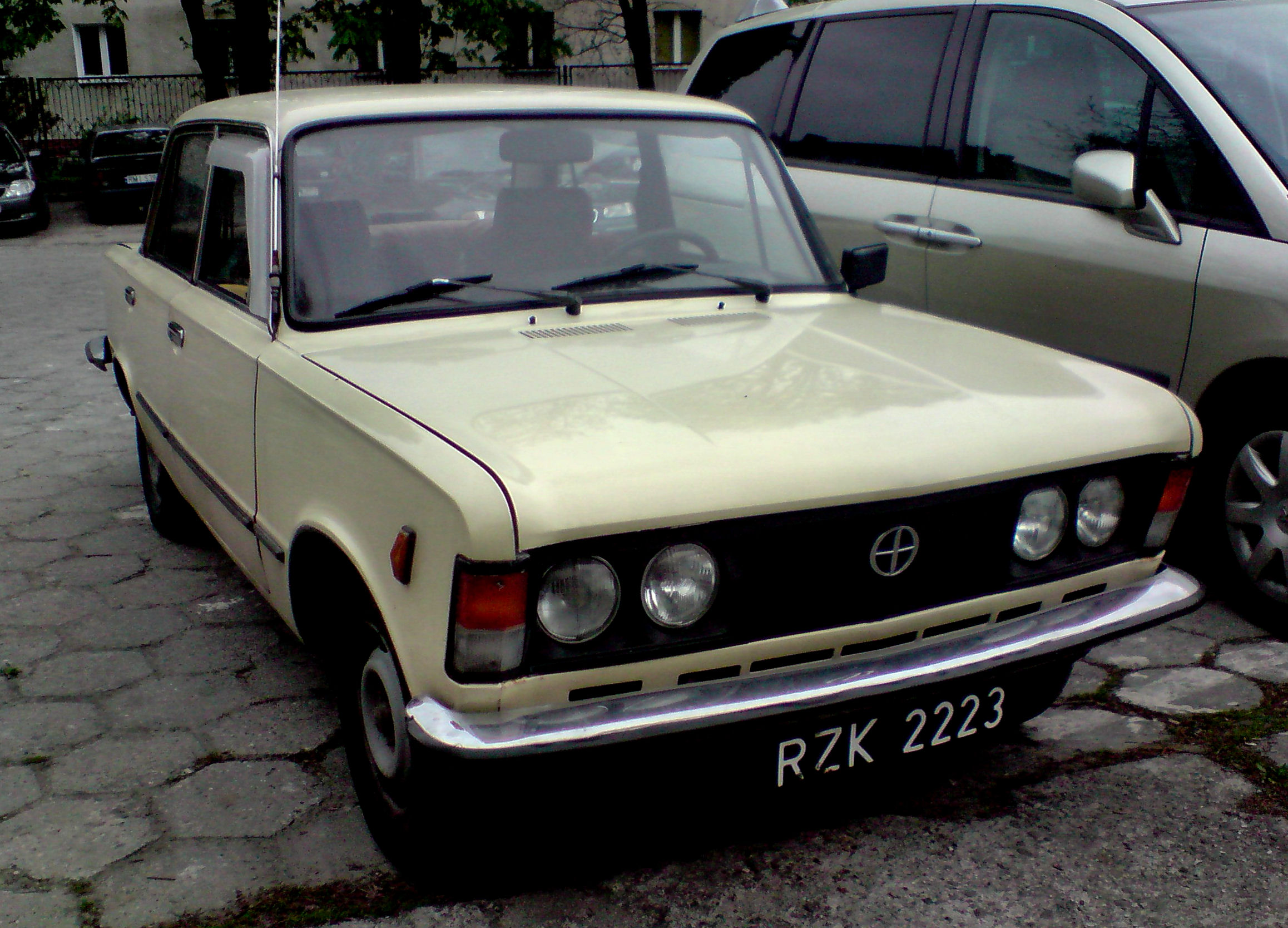
FSO 125p в польском Жешуве

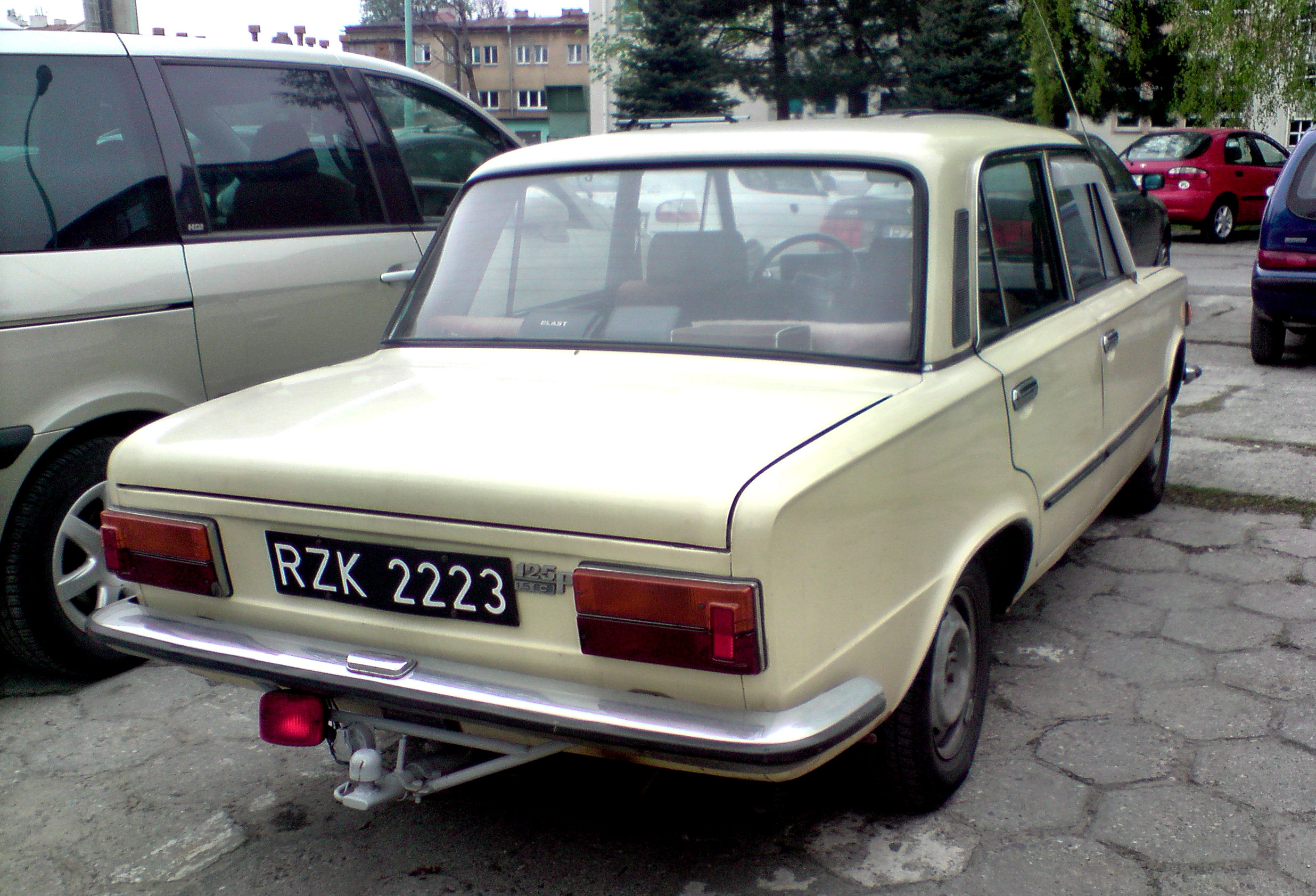
Вид сзади

Существовало несколько автомобилей с оригинальными итальянскими 1600-кубовым (PF 125p Monte Carlo) и 1800-кубовым (PF 125p Akropolis) моторами, предназначенных, в основном, для участия в гонках. В небольшой серии также был построен необычный вариант удлиненного кабриолета с тремя рядами сидений, использовавшийся туристическими бюро в Варшаве для экскурсий.
Небольшой рестайлинг произошел в 1973 году, когда передняя хромовая решетка была заменена на чёрную пластиковую, и в 1975 году, когда новая чёрная пластиковая решетка появилась вместе с новыми указателями поворотов, появились увеличенные горизонтальные задние фонари (вместо тонких вертикальных), и слегка модернизированный интерьер, новая пластиковая панель и рулевое колесо, декоративные колпаки и современные штампованные диски, новые бамперы с горизонтальными резиновыми полосами, заменившие пару вертикальных клыков. Мощность обоих двигателей была поднята на 5 л. с. (3,7 кВт). С 1983 года, автомобиль выпускался как FSO 125p 1500/1300. В конце 1980-х годов 125p получил свое последнее обновление в виде трансмиссии от FSO Polonez и новую комбинацию приборов с круглыми циферблатами вместо классического спидометра Fiat.
Автомобиль выпускался до 26 июня 1991 года, и всего было выпущено 1 445 689 единиц. К тому времени конструкции автомобиля насчитывалось 24 года, на нем использовались механические устройства с незначительными усовершенствованиями, которым, по сути, было 30 лет.
С 1978 года появилась версия с совершенно новым кузовом — FSO Polonez, ставшая преемником автомобиля. Он выпускался до 2002 года.

## Экспорт
В Великобритании и Ирландии (где он был доступен с правым рулём с 1975 года) Polski Fiat был самым дешевым автомобилем на рынке — ценой всего около 3000 £ в 1991 году. Он был хорошо известен характерным стилем 1960-х годов, а также прочными и удобными сиденьями, обшитыми искусственной кожей. Технически 125p был прочным и надежным. Кузов автомобиля, однако, изготавливался из очень некачественной стали и был чрезвычайно склонен ко ржавчине. Кроме того, мощность автомобиля была меньше, чем у итальянских, но управляемость осталась с оригинальным дизайном.
К моменту ухода с рынка FSO 125 Lada Riva, происходящая от Fiat 124, оставалась единственным аналогичным восточноевропейским автомобилем, доступным в Великобритании. Чехословацкая Škoda Auto отказалась от линейки своих заднемоторных седанов и купе (Skoda 105/120/130 Rapid) в пользу современных хетчбэков с передним поперечным расположением двигателя и приводом на передние колёса (Skoda Favorit 136).

## Названия
В Польше среди молодёжи Fiat 125p называли Kredens (комод), Kant (кант) или Bandyta/Bandzior (бандит/головорез). Наиболее распространенным было именование Duży Fiat (большой Фиат), в отличие от Fiat 126p, который называли «малышом» или «малым Фиатом» Maluch/Mały Fiat. В Венгрии люди использовали название Nagypolski/Nagypolák (большой поляк), в то время как 126 называли Kispolski/Kispolák (малый поляк). В Югославии 125p называли Pezejac (126p называли Peglica), что означает «малый утюг». В Чехословакии он назывался Polák. В Финляндии пикап FSO 125p официально продавался как FSO Polle (лошадь).